# Ottomar Batzel
Ottomar Albert Batzel (* 6. November 1900 in Gelnhausen; † 9. Dezember 1971 in Berlin) war ein deutscher Politiker (CDU).

## Leben
Batzel studierte Rechts- und Staatswissenschaften an den Universitäten in Halle und Jena, 1929 promovierte er als Dr. rer. pol. Bereits seit 1919 war er Mitglied der Deutschen Zentrumspartei. Ab 1929 arbeitete Batzel bei der Vereinigung der deutschen Bauernvereine und dem Grenzmärkischen Bauernverein. 1932 wurde er Geschäftsführer des Volksvereins für das katholische Deutschland, dieser Volksverein wurde aber bereits 1933 von den Nationalsozialisten verboten. Daher war er bis 1945 überwiegend freiberuflich als Steuer- und Devisenberater tätig.
Nach dem Zweiten Weltkrieg trat Batzel sofort der CDU bei. Er arbeitete im Magistrat von Berlin in der Abteilung Finanzwesen und bei der Deutschen Zentralfinanzverwaltung in der Sowjetischen Besatzungszone. 1948 wurde er Vorsitzender der CDU Wilmersdorf. Im selben Jahr kandidierte er bei der Wahl zur Stadtverordnetenversammlung von Groß-Berlin 1948, wurde aber nicht gewählt. Erst als Jakob Kaiser im Oktober 1949 zum Bundestagsabgeordneten gewählt wurde, rückte Batzel in die Stadtverordnetenversammlung nach. Auch bei der ersten Wahl zum Abgeordnetenhaus von Berlin 1950 und anschließend 1954 wurde er gewählt, im Februar 1955 schied er aus dem Parlament aus.
Batzel war schon 1951 zum Bezirksbürgermeister des Bezirks Charlottenburg gewählt worden. 1955 wurde er für elf Monate Bezirksbürgermeister des Bezirks Wilmersdorf.
Er war Mitglied der katholischen Studentenverbindungen KDStV Sugambria (Jena) Göttingen und KAV Suevia Berlin.
Ottomar Batzel starb im Dezember 1971 und wurde beigesetzt er auf dem landeseigenen Friedhof Heerstraße in Charlottenburg (heutiger Ortsteil Westend).